# Schreibkraft (Zeitschrift)
schreibkraft ist ein österreichisches Kulturmagazin, das 1998 vom Literaturreferat des Forums Stadtpark in Graz als Zeitschrift für kulturelles Feuilleton ins Leben gerufen wurde und seit 1999 von der „edition schreibkraft“ in Graz zwei Mal jährlich herausgegeben wird. Die Auflage wird mit 500 angegeben.
Jedes Heft behandelt in Essays und feuilletonistischen Texten ein von der vierköpfigen Redaktion (Hermann Götz, Hannes Luxbacher, Andreas R. Peternell, Werner Schandor) gewähltes Thema. Ergänzt wird der Thementeil jedes Heftes von ausgewählten literarischen Veröffentlichungen sowie einem ausführlichen Rezensionsteil vornehmlich zur Gegenwartsliteratur aus Klein- und Kleinstverlagen. Die schreibkraft bietet damit medial unterrepräsentierten Verlagen ein Rezensionsforum.
Bisher erschienen 45 Hefte (davon 2 Doppelnummern) zu folgenden Themen: weltenende (1998), wiederkehr (1999), widerlich (2000), warten, bitte (2001), echt? (2001), heftig (2002), fetzen (2003), eigen (2003), brennermania (2004), und jetzt?! (2005), verhalten (2005), mitte (2006), patient spezial (2007), noch fragen? (2007) für immer (2008), alles bestens (2008), genug (2009), im ernst? (2009), grenzwertig (2010), selbstgemacht (2010/11), zahlen bitte (2011/12), gute reise (2012), aber sicher (2012/13), schön blöd (2013), da capo (2013), zweifelhaft (2014), wie meinen? (2015), verspielt (2016), wälzen (2017), schreibkraft (2017), durchlesen (2018), anlegen (2019), geht's noch (2020), bitte wenden (2021), ordinär (2022), aus der welt, verstörend, wir sind lesenswert, über literatur, über musik, nachgefragt, kinderleicht.
In der schreibkraft publizieren Autoren aus Österreich, der Schweiz und Deutschland. Neben arrivierten Autoren kommen immer wieder auch weniger bekannte Literaten beziehungsweise Journalisten zu Wort. In der schreibkraft veröffentlichten bis jetzt unter anderem:
Bettina Balàka, Moritz Baßler, Clemens Berger, Julian Blunk, Helwig Brunner, Thomas E. Brunnsteiner, Martin Büsser, Adelheid Dahimène, Ann Cotten, Sabine Dengscherz, Julius Deutschbauer, Hans Durrer, Klaus Ebner, Helmut Eisendle, Bernhard Flieher, Franzobel, Harald A. Friedl, Brigitte Fuchs, Peter Glaser, Egyd Gstättner, Wolf Haas, Sonja Harter, Jonis Hartmann, Klaus Händl, Michael Helming, Wilhelm Hengstler, Pia Hierzegger, Christian Ide Hintze, Paulus Hochgatterer, Bernhard Horwatitsch, Max Höfler, Elfriede Jelinek, Ralf B. Korte, Markus Köhle, Michael Köhn, Christian Loidl, Elmar Mayer-Baldasseroni, Friederike Mayröcker, Mieze Medusa, Gisela Müller, Andreas Okopenko, Helga Pankratz, Andreas R. Peternell, Claus Philipp, Peter Piller, Wolfgang Pollanz, Birgit Pölzl, Teresa Präauer, Manfred Prisching, Karsten Redmann, Monika Rinck, Peter Rosei, Werner Schandor, Ferdinand Schmatz, Katja Schmid, Stefan Schmitzer, Helmuth Schönauer, Franz Schuh, Werner Schwab, Sibylle Severus,  Cordula Simon, Gudrun Sommer, Gerhard Spring, Enno Stahl, Roland Steiner, Christine Werner, Dirk Werner, Serjoscha Wiemer, Daniel Wisser, Christiane Zintzen.